# Писонска кула
Писонската кула (на гръцки: Πύργος Βασιλικών, Πισώνας) е средновековна кула в село Василика, Егейска Македония, Гърция.

## Местоположение
Намира се в местността Писона на километър северозападно от Василика, близо до пътя Солун – Полигирос.

## История
Кулата и другите развалини около нея са останки от късносредновековното селище Пинсон (на гръцки: Πινσών) или Пинасонос (на гръцки: Πινασώνος), на което са запазени поземлен регистър и списъци на жителите му от XIV век. Възможно е кулата да е съществувала предварително под някаква форма през този период.
В 1979 година кулата е обявена за исторически паметник. Министерството на културата я определя като „поствизантийска“, тоест от османския период.

## Описание
Кулата е с квадратен план и е запазена на височина 4 – 5 m. Изглежда, че е била част от по-широка крепостна стена или жилищен комплекс. До него има останки от резервоар и характерна османска баня – Писонският хамам, които са сред най-представителните примери за такава сграда в цяла Гърция.